# (400281) 2007 RT311
(400281) 2007 RT311 es un asteroide perteneciente al cinturón de asteroides, descubierto el 4 de septiembre de 2007 por el equipo del Catalina Sky Survey desde el Catalina Sky Survey, Arizona, Estados Unidos.

## Designación y nombre
Designado provisionalmente como 2007 RT311.

## Características orbitales
2007 RT311 está situado a una distancia media del Sol de 2,438 ua, pudiendo alejarse hasta 2,888 ua y acercarse hasta 1,988 ua. Su excentricidad es 0,184 y la inclinación orbital 6,823 grados. Emplea 1390,62 días en completar una órbita alrededor del Sol.

## Características físicas
La magnitud absoluta de 2007 RT311 es 17,3.